# Körtánc – Kóló
A Körtánc – Kóló Sztevanovity Zorán szólóalbuma, mely 2011-ben jelent meg Presser Gábor hangszerelésében és zenei rendezésében. A dalszövegként is szolgáló verseket Sztevanovity Dusán írta. A kóló szó jelentése: kézenfogva, összekapaszkodva, táncban, zenében kifejezett közös öröm.

## Dalok
1. Ballada a mamákról
2. Még mindig
3. Mondtam neked
4. Ember a vízben
5. Törjön a csend
6. Esküvő
7. Mikor növünk fel?
8. Szabadságdal
9. Kóló
10. Távolság

## Külső hivatkozások
- Zorán honlapja
- A kiadó ismertetője